# Tetrameristaceae
Tetrameristaceae es una familia de plantas con flores. La familia consiste tres géneros de árboles o arbustos, nativos del sur de Asia y de Guyana.

## Géneros
- Pelliciera
- Pentamerista
- Tetramerista

El sistema APG II asigna a esta familia al orden Ericales.  